# Бакар III
Бакар Вахтангович Багратион-Грузинский (Шах-Наваз IV, Ибрагим-Паша) (7 апреля 1699/1700 — 1 февраля 1750, Москва) — царь Картли из династии Багратионов (правил с 1716 по 1719 год), грузинский политический и общественный деятель, генерал-лейтенант русской службы.

## Биография
Был старшим сыном царя Картли Вахтанга VI от первого брака. Первые годы жизни провёл в отечестве, помогая отцу в борьбе за престол. Фактически правил Картли под именем Шах-Наваза III с 1716 по 1719 год во время отсутствия своего отца, взятого, по некоторым данным, в плен персами.
В 1719 году Вахтванг VI возвратился из Персии и управлял Грузией вместе с Бакаром до 1722 года, когда персидский шах отдал Картли кахетинскому царю Константину, а Вахтанг и Бакар, после бесплодной борьбы за престол, в 1724 году уехали в Россию, где поселились в грузинской колонии в Москве.
Не имея возможности вернуться в Грузию, Бакар принял русское подданство. 30 ноября 1729 года в чине генерал-лейтенанта был назначен начальником  Артиллерийской конторы в Москве и расположенных в округе последней артиллерийских команд. Был также и на дипломатической службе.
Два раза, в 1736 и 1742 годах, находился в командировках в Астрахани и Кизляре, с секретными поручениями русского правительства по политическим сношениям с горцами и кабардинцами, а с 1743 года оставался почти безвыездно в Москве.
Бакар принимал активное участие в восстановлении грузинского типографского дела. Около 1740 года завёл при своём доме в подмосковном селе Всехсвятском, типографию грузинских церковных книг, в которой в 1743 году по его инициативе была напечатана переведённая им полная грузинская Библия, которая теперь известна под названием Библия Бакара, а также разные церковные книги.
Имел связи с российскими учёными (В. Н. Татищев, Ж. Де Лиль), предоставлял информацию об истории Грузии.
В 1749 году Бакар по собственному ходатайству оставил службу и вместе с семейством собрался возвратиться в Грузию, но заболев, скончался в Москве. Был погребён в Сретенском храме Донского монастыря. Там же похоронена его жена Анна Георгиевна и младший брат Георгий.
Наследниками пожалованных ему обширных поместий в России остались жена его, княгиня Анна Георгиевна и два сына, князья Грузинские: Александр и Леон.

## Семья
Был женат на Анне Георгиевне (1706—05.02.1780), урождённой княжне Эристовой, дочери князя Георгия Эристави-Арагвского (ум. 1723).
Дети:
- Александр (1726—1791)
- Дмитрий (1727—1745)
- Степан (1729—1744)
- Леон (1739—1763)
- Елизавета (1712? — 1786), супруга князя Николая Ивановича Одоевского, сына князя И. В. Одоевского.

Его старший сын царевич Александр Бакарович сватался к Марии Кантемир, но был отвергнут; женился на внучке князя А. Д. Меншикова и оставил потомство, заключившее брачные союзы с видными вельможами того времени. В 1724 году Бакару Вахтанговичу даровано было село Лысково с волостью, которое по наследству принадлежало его потомкам. Лысковским имением управлял и владел старший сын Георгий Александрович Грузинский (князь Грузинский, «Волжский царь», предводитель дворянства в Нижнем Новгороде, руководитель Нижегородского ополчения 1812 года, хозяин земель Макарьевской ярмарки) с 1786 до 1852 года, а затем дочь кн. Грузинского — Анна Георгиевна Толстая, сестра князя Грузинского — Дарья Александровна, в замужестве Трубецкая, мать декабриста Сергея Петровича Трубецкого проживала в Нижнем Новгороде.
Светлейший князь Георгий Александрович, его сын — Иоанн; его мать — Дарья Александровна (в девичестве — Меншикова, внучка сподвижника царя Петра Первого) и родная сестра Дарья Александровна (в замужестве — Трубецкая, мать декабриста) похоронены в семейной усыпальнице Спасо-Преображенского собора города Лыскова Нижегородской области.